# Huracà Paloma
L'huracà Paloma fou un cicló tropical de novembre de 2008 que assolí la categoria 4 en l'Escala d'huracans de Saffir-Simpson. Pels danys que provocà en zones ja afectades el mateix any per altres tempestes, es demanà la retira del nom de la llista oficial d'huracans.

## Història meteorològica
A principis de novembre, el mal temps es va incrementar a la zona del sud del mar del Carib, fins que es va formar una tempesta tropical el dia 5. Se li va assignar el nom de Paloma De seguida es va veure que les condicions podien provocar un gran huracà, per la qual cosa es van donar els avisos pertinents. La tempesta, ja de categoria 3, va tocar les Illes Caiman el dia 8, amb un enfortiment per les altes temperatures de l'aigua del mar, inusuals en aquella època de l'any. Amb un pic de 230 km/h, l'huracà de categoria 4 es va desplaçar cap a Cuba. Allà, però, un canvi abrupte en el temps feu que s'afeblís abans de tocar terra, esdevenint un huracà de categoria 2. Després de creuar l'illa va continuar movent-se cap a Florida, on els vents que van quedar poden haver contribuït a les fortes tempestes de la segona quinzena de novembre a Carolina del Nord.

## Conseqüències
Les fortes pluges que van acompanyar el pas de Paloma van provocar un agreujament de la situació a Hondures i Nicaragua, que havien patit una onada d'inundacions el mes anterior, amb un resultat de 18 morts. A les illes Caiman, gràcies als avisos prematurs, no van produir-se morts, però els danys materials foren catastròfics, equivalents al 7% del PIB del país, especialment per la maror ciclònica que va afectar l'illa més petita i els forts vents que va destruir cases i infraestructures. Una persona va perdre la vida a Jamaica a causa de les inundacions de la riba d'un riu.
Malgrat l'afebliment, Paloma va causar forts danys a Cuba, que ja havia estat afectada per altres tempestes tropicals aquell mateix any. De fet, l'any 2008 es considera un dels més destructius en la història de l'illa per la suma dels efectes dels diferents ciclons, massa seguits com per permetre la reconstrucció de les zones afectades. La població més perjudicada fou Santa Cruz del Sur. Aquests danys van portar a la retirada del nom "Paloma", substituït per Paulette.